# Villars, Loire
Villars este o comună în departamentul Loire din sud-estul Franței. În 2009 avea o populație de 7.876 de locuitori.

## Evoluția populației
| An        | 1975  | 1982  | 1990  | 1999  | 2006  | 2009  |
| --------- | ----- | ----- | ----- | ----- | ----- | ----- |
| Populație | 6.828 | 7.529 | 8.189 | 8.494 | 8.062 | 7.876 |